# Universität Prishtina

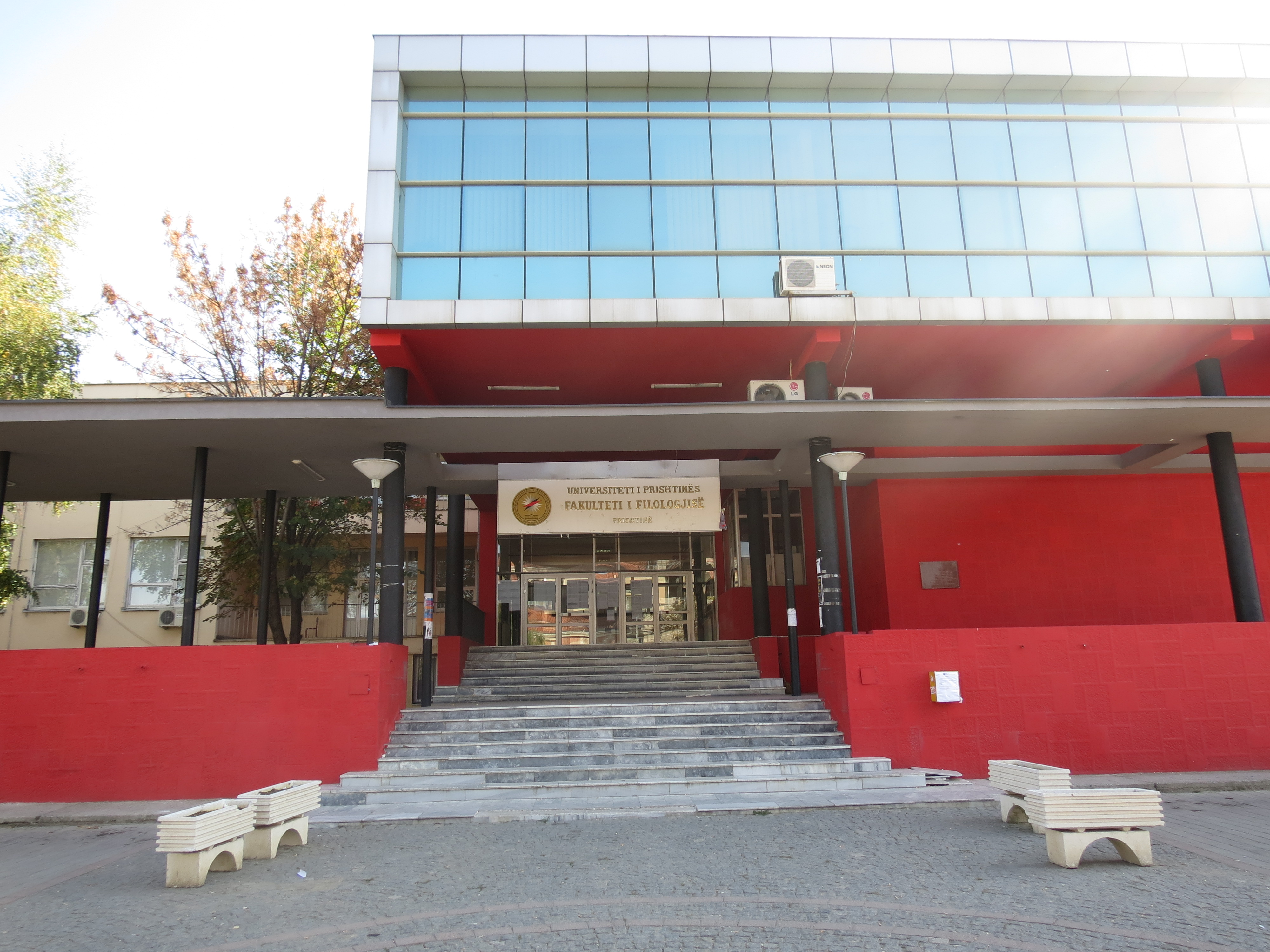
Fakultät für Philologie der Universität Prishtina (Oktober 2012)

Die Universität Prishtina Hasan Prishtina (albanisch Universiteti i Prishtinës Hasan Prishtina; lateinisch Universitas Studiorum Prishtiniensis) ist eine Universität in der kosovarischen Hauptstadt Pristina. Die nach Hasan Prishtina benannte Universität wurde 1970 gegründet und ist die größte Bildungs- und Forschungseinrichtung des Landes. Seit 2010 ist die Universität Mitglied im Netzwerk der Balkan-Universitäten.

## Geschichte
Die am 15. Februar 1970 gegründete Universität war bis 1989 die einzige Universität der albanischen Bevölkerungsmehrheit in der autonomen Provinz Kosovo. In ihr wurde nach dem Universitätsgesetz von 1969 sowohl auf Albanisch als auch auf Serbisch unterrichtet. Sie war lange Zeit auch die einzige albanischsprachige Universität im damaligen Jugoslawien, weswegen es auch Studenten aus Mazedonien, Serbien und Montenegro gab.
Die Einführung des verbindlichen serbischen Curriculums im Jahr 1991 mit der Festschreibung des Serbischen als alleinige Unterrichtssprache an Schulen und Universitäten im Kosovo führte zu Auseinandersetzungen, die unterschiedlich dargestellt wurden.
Nach albanischer Darstellung wurden im Schuljahr 1991/92 die albanischen Professoren und Studenten durch Polizeikräfte allesamt aus den Fakultätsgebäuden vertrieben und serbische Lehrkräfte und Studenten zogen in die Gebäude ein. Nach serbischer Darstellung verließen die albanischen Lehrkörper und Studenten die Universität freiwillig im Zuge des Boykotts des verbindlichen serbischen Curriculums.
Die Kosovo-Albaner verlagerten ihren Lehrbetrieb in private Häuser und Wohnungen, in denen der Unterricht und die Prüfungen in albanischer Sprache fortgesetzt wurden.
Am 1. September 1996 (in Kraft getreten am 23. März 1998) wurde in Belgrad auf Anregung von Ibrahim Rugova und unter internationaler Vermittlung das Abkommen 3+3 geschlossen, womit die Rückkehr albanischer Lehrkörper und Studenten in die Universität ermöglicht werden sollte. Im Rahmen des Abkommens 3+3 „erhielten“ die Albaner 60 %, die Serben 35 % und die türkische Minderheit 5 % der Universität.
Im Verlauf des Kosovokrieges verließ der serbische Lehrkörper 1999 die Fakultätsgebäude der Universität Pristina und bezog im Norden der Stadt Kosovska Mitrovica verfügbare Gebäude. Diese kosovarisch-serbische Universität trägt bis heute den Namen Universität Priština – Kosovska Mitrovica.
Im Gegenzug kehrte der albanische Lehrkörper in die Fakultätsgebäude der Universität Pristina zurück und benutzt weiterhin den ursprünglichen Universitätsnamen.
Im Februar 2014 kam es zu Studentenunruhen die zum Rücktritt von Rektor Ibrahim Gashi führten. Als seinen Nachfolger wählte der Verwaltungsrat Naser Sahiti. Nach seiner Wahl im Jahr 2016 führte Marjan Dema die Universität bis 2020, er war bereits seit 2008 als Mitglied im Verwaltungsrat der Universität tätig. Die Universität war 2019 Gastgeber beim internationalen Workshop von Rotary International zu Fragen der Malariabekämpfung sowie der Bedeutung von Moskitos bei der Übertragung von Krankheiten. Von November 2020 bis Oktober 2022 führte Naser Sahiti, seit November 2022 Qerim Qerimi die Universität als Rektor.
Vom 3. bis 14. Juli fand 2023 die 22. Internationale Sommer Universität an der Universität Prishtina statt, an der Professoren aus 11 Ländern und Studenten aus 30 verschiedenen Universitäten teilnahmen. In diesem Zusammenhang fanden auch die Gespräche mit Vertretern von Rotary International statt. Der Länderausschuss Deutschland-Kosovo plant einen weiteren internationalen Workshop an der Universität 2024.

## Fakultäten
Zur Universität gehören 14 Fakultäten an mehreren Standorten. Darunter befinden sich neben der Philologischen Fakultät, der Philosophischen Fakultät, der Medizinischen Fakultät, der Wirtschaftswissenschaftlichen Fakultät, der Rechtswissenschaftlichen Fakultät, der Fakultät für Bildende Künste und der Landwirtschaftlichen Fakultät in Pristina auch die Pädagogische Fakultät in Prizren, eine Fakultät für Holzverarbeitung und Werkstoffkunde in Gjilan sowie eine Fakultät für Geologie und Bergbau in Süd-Mitrovica.

## Internationale Beziehungen
Laut Mitteilung der Universität Prishtina bestehen mit 20 Ländern Vereinbarungen zum Studentenaustausch, die nachfolgenden deutschen Universitäten haben Erasmus-Verträge mit Prishtina:
- Albert-Ludwigs-Universität Freiburg
- Hochschule Anhalt
- Hochschule für nachhaltige Entwicklung Eberswalde
- Humboldt-Universität zu Berlin
- Justus-Liebig-Universität Gießen
- Fachhochschule Dortmund
- Universität Leipzig
- OTH Regensburg
- Philipps-Universität Marburg
- Universität Bonn
- Universität Konstanz
- Technische Universität Dresden
- Europa-Universität Viadrina
- Universität Vechta
- Universität Dortmund

## Bekannte Hochschullehrer
- Ag Apolloni (* 1982), Professor für Literaturwissenschaft
- Arta Basha-Jakupi, Professorin für Architektur und Stadtplanung sowie Prorektorin für Internationale Beziehungen
- Dashamir Berxulli, Professor und Dekan der Philosophischen Fakultät[8]
- Albulena Blakaj, Professorin für deutsche Sprache und Prorektorin für Internationale Zusammenarbeit der Universität Prishtina[9]
- Hysen Bytyqi (* 1968), Professor für Nutztierwissenschaften in der Agrarfakultät, vormals Prorektor für Lehre und studentische Angelegenheiten (2016–2020)
- Arbnor Pajaziti (* 1961), Professor an der Fakultät für Maschinenbau
- Naser Sahiti (* 1966), kosovarischer Maschinenbauer und Universitätsrektor 2020–2022[10]
- Qerim Qerimi (* 1980), kosovarischer Jurist und Hochschullehrer für Internationales Recht sowie Universitätsrektor 2022–2024

## Ehrendoktoren
- 1975 – Josip Broz Tito – Jugoslawien (Staatspräsident von Jugoslawien)[11]
- 1975 – Fakhruddin Ali Ahmed – Indien (Präsident von Indien)[11]
- 1987 – Dragiša Ivanović – Jugoslawien (Professor an der Universität Belgrad)[11]
- 2001 – Michael Weninger – Österreich (Botschafter Österreichs in Belgrad)[12]
- 2002 – Bernard Kouchner – Frankreich (Administrator der Vereinten Nationen im Kosovo)[12]
- 2003 – William Kerr – USA (Präsident des La Roche Kollegs)[12]
- 2003 – Bill Clinton – USA (ehemaliger Präsident der USA)[12]
- 2003 – Ismail Kadare – Albanien (Schriftsteller und Dichter)[12]
- 2004 – Wolfgang Benedek – Österreich (Jurist und Hochschullehrer für Völkerrecht der Universität Graz)[12]
- 2008 – Bamir Topi – Albanien (ehemaliger Präsident von Albanien)[12]
- 2009 – Erhard Busek – Österreich (ehemaliger Vizekanzler und Gründungsrektor der Fachhochschule Salzburg)[12]
- 2009 – Sali Berisha – Albanien (früherer Ministerpräsident von Albanien)[12]
- 2009 – Albert Rohan – Österreich (Sonderbeauftragter der Vereinten Nationen für den Kosovo)[12]
- 2010 – Tony Blair – Vereinigtes Königreich (ehemaliger Premierminister des Vereinigten Königreichs)[12]
- 2010 – Doris Pack – Deutschland (deutsche Politikerin (CDU) und von 1989 bis 2014 Mitglied des Europäischen Parlaments)[12]
- 2010 – Recep Tayyip Erdoğan – Türkei (Präsident der Türkei)[12]
- 2011 – Adem Demaçi – Kosovo (kosovarischer Politiker)[12]
- 2011 – Wolfgang Ischinger – Deutschland (deutscher Politiker und Diplomat)
- 2012 – Noel Malcolm – Vereinigtes Königreich (Historiker)[12]
- 2016 – Mutter Teresa – Verleihung postmortem, Gründerin des Ordens Missionarinnen der Nächstenliebe, Trägerin des Friedensnobelpreises (1979)

## Alumni und frühere Dozenten
- Marjan Dema (* 1957), Professor und Rektor der Universität (2016–2020)
- Adem Demaçi (1936–2018), Schriftsteller und Politiker
- Arif Demolli (1949–2017), Schriftsteller und Journalist
- Ibrahim Gashi (* 1963), Historiker und Politiker, Rektor der Universität (2012–2014)
- Ramush Haradinaj (* 1968), Politiker der UÇK und ehemaliger Premierminister des Kosovo
- Hilmi Ibar (* 1947), Professor für Chemie an der Trakya Üniversitesi in Edirne und Vizepräsident im Netzwerk der Balkan-Universitäten
- Jeton Kelmendi (* 1978), Schriftsteller und Journalist
- Bajram Kosumi (* 1960), Politiker
- Albin Kurti (* 1975), kosovarischer Politiker (LVV) und Premierminister des Kosovo
- Rexhep Qosja (* 1936), Schriftsteller, Literatur- und Kulturwissenschaftler
- Zahir Pajaziti (1962–1997), Mitbegründer der UÇK
- Ali Podrimja (1942–2012), Schriftsteller
- Ibrahim Rugova (1944–2006), Politiker und ehemaliger Präsident des Kosovo
- Mujë Rugova (* 1945), kosovarischer Chemiker und Rektor der Universität Prishtina 2009–2012
- Fatmir Sejdiu (* 1951), Politiker und ehemaliger Präsident des Kosovo
- Dardan Velija (* 1978), kosovarischer Politikwissenschaftler, Unternehmensberater und Mitbegründer von landwirtschaftlichen Genossenschaften